# Église de la Mère-de-Dieu sur le Vražji kamen
Pour les articles homonymes, voir Église de la Mère-de-Dieu.
L'église de la Mère-de-Dieu sur le Vražji kamen (en serbe cyrillique : Богородичина црква на Вражјем камену ; en serbe latin : Bogorodičina crkva na Vražjem kamenu) est une église orthodoxe serbe située à Donja Trnica, dans la municipalité de Trgovište et dans le district de Pčinja, en Serbie. Elle est inscrite sur la liste des monuments culturels de grande importance de la république de Serbie (no SK 227),,. 

## Présentation

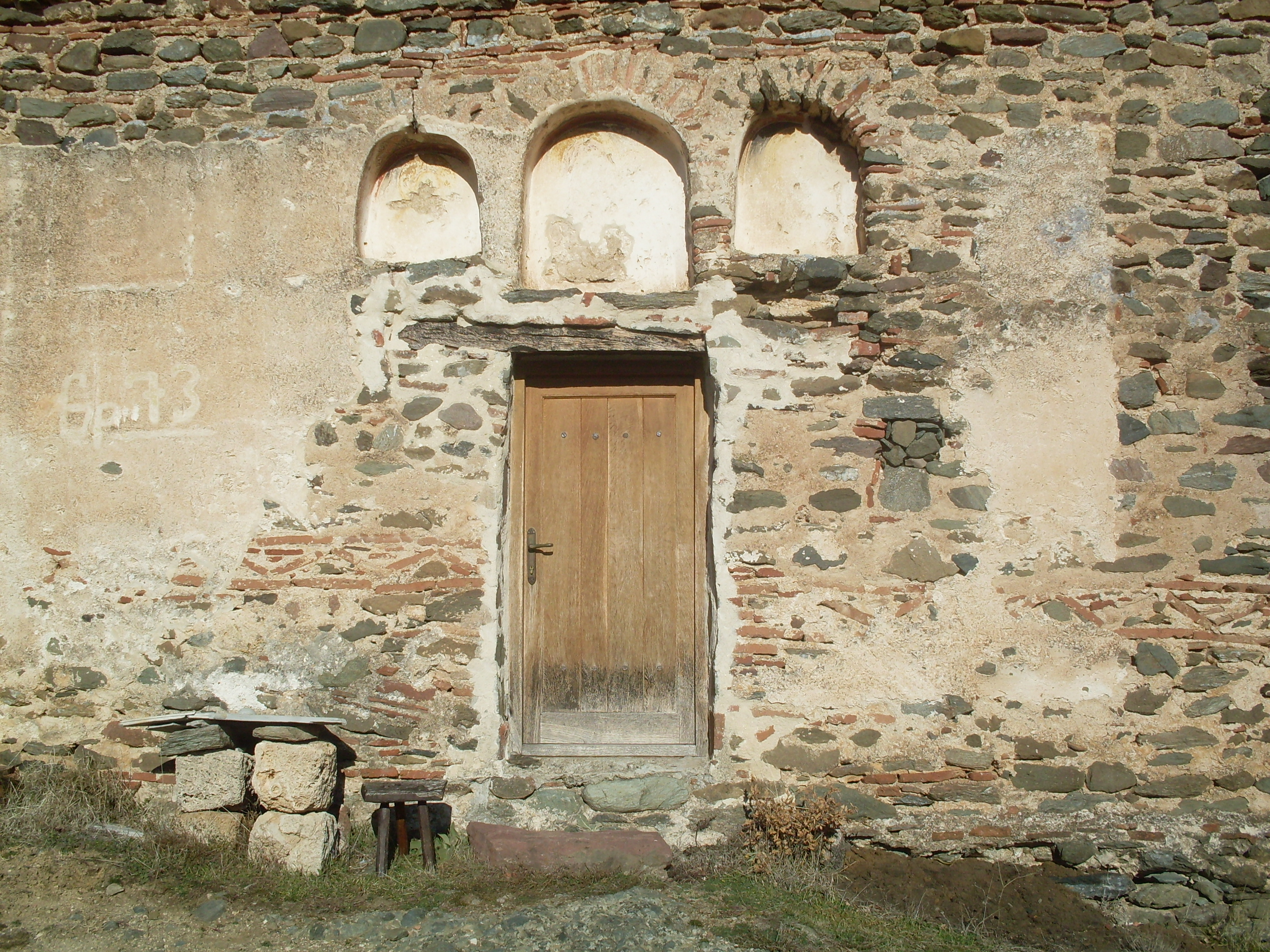
L'entrée sud de l'église.

L'église est située dans les gorges de la rivière Pčinja, sur le Vražji kamen (« le rocher du diable »), à 3 km à l'ouest de Trgovište,,,.
Si l'on en juge par ses caractéristiques architecturales et le style de ses fresques, elle a été construite et peinte entre 1350 et 1380 par un seigneur inconnu, peut-être comme église tombale ; à cette époque, elle appartenait à l'oblast de Žegligovo qui faisait partie des terres du sébastokrator Dejan et de ses fils Dragaš et Konstantin. Un narthex lui a été ajouté au XIXe siècle,.
L'édifice est constitué d'une nef unique prolongée par une abside demi-circulaire à l'extérieur ; sa voûte en berceau ne porte pas de coupole. Le caractère décoratif de la maçonnerie est particulièrement mis en valeur au niveau de cette abside grâce à des bandes de briques disposées en zigzag qui s'insèrent dans les pierres et au niveau de la frise double du toit en dent de scie  ; la porte d'entrée, au sud, est surmontée de trois niches aveugles,,.
On accède à l'intérieur par deux entrées sur les côtés ouest et sud qui mènent à la nef,. L'éclairage intérieur, extrêmement faible, s'effectue par deux fenêtres étroites sur le mur est,.
À l'intérieur, les fresques d'origine sont partiellement conservées ; elles se composent d'une zone avec des personnages en pied et de représentations des Grandes fêtes liturgiques augmentées de scènes dépeignant la vie de la Mère de Dieu,. L'iconostase, massive, est construite en maçonnerie  ; ce type d'iconostases ne subsiste que dans l'église Saint-Georges de Staro Nagoritchané et dans l'église blanche de Karan, même si elle s'est perpétuée dans l'église Saint-Dimitri de Janačko Polje et dans l'église Saint-Nicolas de Chopsko Roudaré. La maçonnerie de l'iconostase est peinte elle aussi, avec des représentations de la Mère de Dieu et du Christ sur un trône, en tant que juge et sauveur.

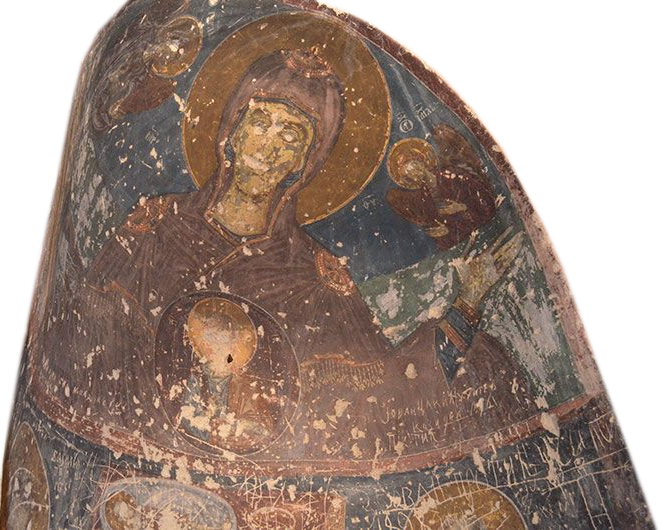
La Dormition de la Mère de Dieu, détail, abside de l'église.

L'analyse stylistique des fresques révèle la main de deux peintres différents ; l'un des deux se caractérise par la précision de son dessin et met l'accent sur la forme, généralement raffinée ; l'autre déforme en partie les visages pour en accentuer l'expressivité. Ce second peintre a notamment réalisé les figures en pied de l'église, ainsi que les détails de certaines scènes, telles que la Nativité et la Dormition de la Mère de Dieu. Les fresques du Vražji kamen présentent des ressemblances avec celles de l'église Sainte-Marie de Maligrad (1369), avec celles de l'église Saint-Athanase de Kastoria (1384-1385), de l'église Saint-Georges de Polog (1370), de l'église Saint-Georges de Borje (1390), ainsi qu'avec celles de l'église Saint-Michel de Lesnovo (1347-1348) et de l'église du monastère de Marko (1376-1377).